# Cossacks: European Wars
Cossacks: European Wars est un jeu vidéo sorti en 2001 développé par GSC Game World et édité par CDV Software Entertainment. Il s’agit d’un jeu de stratégie en temps réel dont l'action se déroule aux XVIIe et XVIIIe siècles et propose de revivre les grandes batailles que se menaient les empires de cette période. Le joueur est amené à diriger une armée pouvant atteindre plusieurs milliers d’hommes tout en gérant l’économie de sa cité et les améliorations des troupes.

## Système de jeu

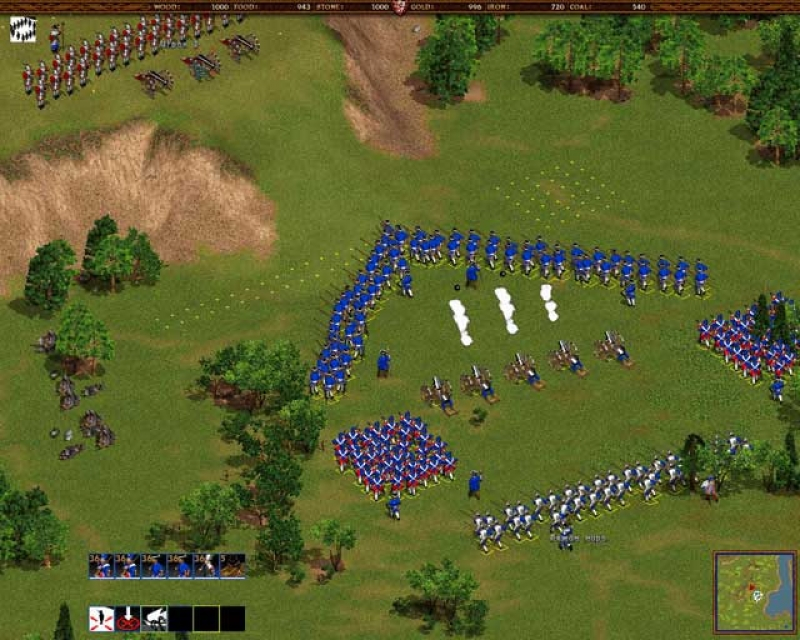
Scène de bataille.

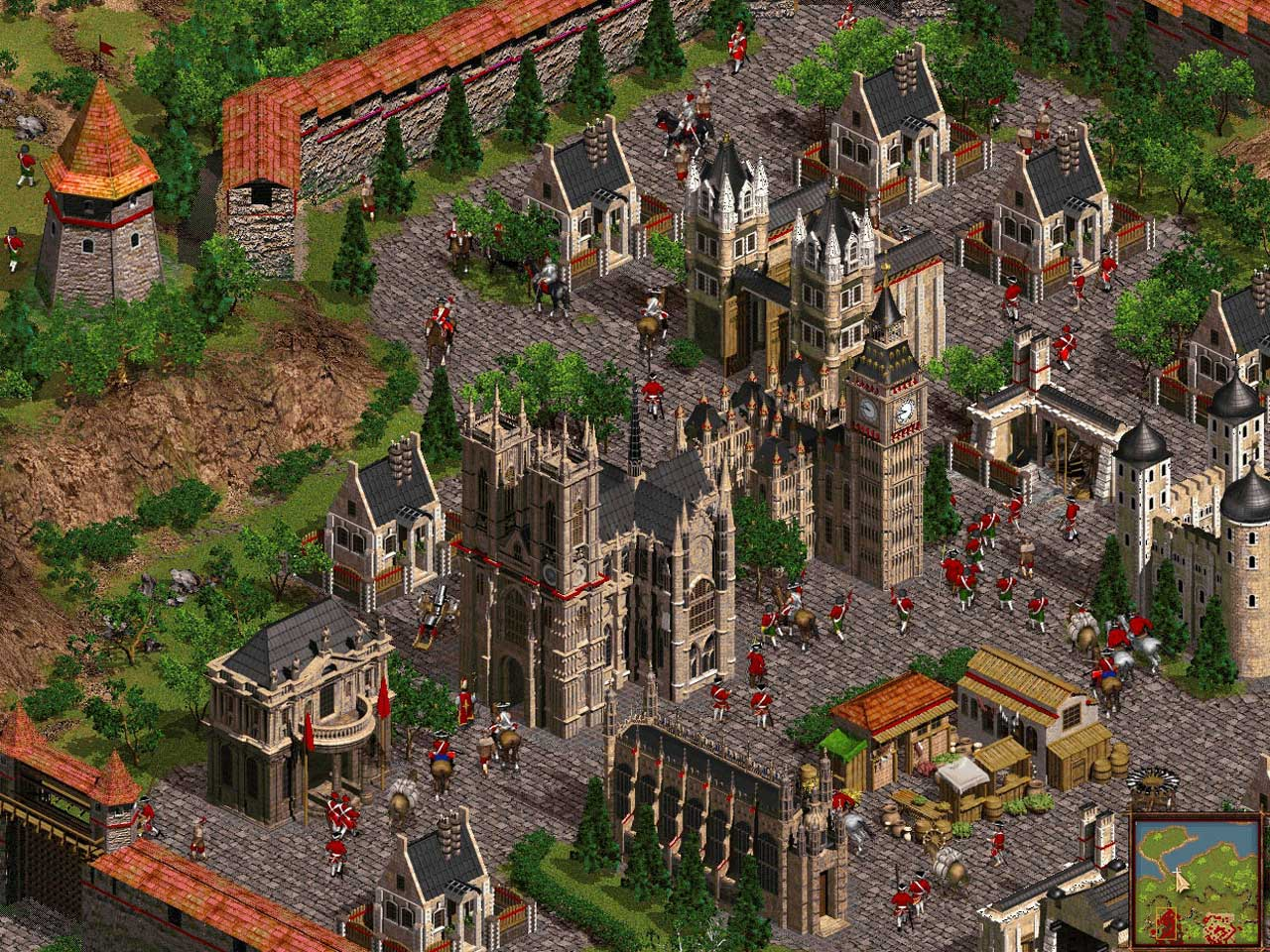

Quatre campagnes permettent de revivre les combats dans les Caraïbes du côté Anglais, les guerres de religion en France, la guerre d’indépendance ukrainienne ou les invasions tatares en Russie.  8 missions aux objectifs variés sont également présentes ainsi qu’un générateur de carte aléatoire où peuvent s’affronter 7 factions différentes.
On contrôle les différentes unités existantes durant la période couverte par le jeu, à savoir l’infanterie, la cavalerie, l’artillerie pour les troupes terrestres ainsi que différents types de navires tels que galère, vaisseau de ligne ou frégate pour les flottes navales. Ces unités peuvent présenter des spécificités variables selon les nations sans déséquilibrer les forces pour autant. Le jeu se veut plus proche de la réalité, contrairement à certains jeux de stratégie en temps réel, comme Age of Empires où toutes les unités pouvaient tout détruire (un paysan pouvait détruire une muraille à lui tout seul). Ici, seules certaines unités peuvent détruire les bâtiments (artillerie, grenadiers, archers et navires de combat) et le relief prends de l'importance : une colline ou un plateau fera obstacle à un tir tendu des canons, et les unités situées en hauteur profiteront d'une portée de tir supérieure à celles en contrebas. Le gameplay de Cossacks se voit ainsi modifié par la prise en compte de l’environnement.
L’aspect économique est également primordial.  Les six ressources, bois, nourriture, pierre, or, fer et charbon sont requises pour la construction de bâtiments, de troupes et d’améliorations diverses. Les unités doivent être pourvues en nourriture, ainsi qu'en or pour les plus puissantes, en fer et charbon pour les celles équipées de mousquets ou de canons sans quoi surviendront des famines, des mutineries ou l’impossibilité de combattre. Pour compenser cette demande permanente et croissante avec la taille de la cité et des armées, les ressources sont illimitées et leur productivité ne dépend que du nombre de paysans qui s’y activent.  Les ressources sont réparties en différents endroits sur la carte qu’il est crucial de défendre pour assurer un approvisionnement continu, sachant que les paysans ainsi que les artilleries et bâtiments civils isolés peuvent être capturés par l'ennemi.
Les arbres technologiques quant à eux sont complets et chacune des 16 nations, dont l'Angleterre, la France, l'Autriche ou la Prusse, comporte des unités et bâtiments rappelant de véritables monuments que l'on peut toujours contempler dans les grandes villes d'Europe.
La population du jeu est illimitée, contrairement à Age of Empires par exemple, mais évolue selon le nombre et le type de bâtiments construits, certains n'apportant aucune place, d'autre en apportant peu ou beaucoup. La limitation de la population se fait par le coût exponentiel des bâtiments supplémentaires à construire, rendant l'ajout de places de plus en plus onéreux.
L'attrait principal du jeu est, en plus d'un ancrage important à l'histoire de l'Europe des XVIIe et XVIIIe siècles et la restitution du contexte dans lequel celle-ci se sont déroulées est la capacité de créer et de gérer des armées bien plus importantes que dans les autres jeux du même type et n’étant pas pénalisé par une saturation des capacités de l'ordinateur, l'esthétique des batailles est alors particulièrement appréciable, le jeu pouvant afficher près de 8000 unités à l’écran en temps réel.

## Extensions
Le jeu bénéficie de deux extensions : Cossacks: The Art of War, sorti en novembre 2001, puis Cossacks: Back to War, sorti en octobre 2002.

### Cossacks: The Art of War
Cossacks: The Art of War est la première extension de Cossacks: European Wars, celui qui a connu le plus gros succès. En effet, le jeu atteint en Europe un succès qui attira plus d'un million de joueurs de tout âge[réf. nécessaire]. Ce nouveau volet comporte de nombreux changements : cinq nouvelles campagnes (30 missions), un éditeur de cartes et de missions, 18 nations dont la Bavière et le Danemark, 6 nouveaux navires dont le Victory de Nelson, des nouveaux modes de jeux (trêve, armées déjà constituées, défense, avec ou sans brouillard de guerre), des formations pour la cavalerie.

### Cossacks: Back to War
Cossacks: Back to War est la deuxième et dernière extension de Cossacks: European Wars. Tout comme son prédécesseur, Cossacks: The Art of War, il apporte de substantielles améliorations tout en conservant le statut de stand-alone (ne nécessite pas de posséder le jeu original) : 2 nouvelles nations (la Suisse et la Hongrie) avec 4 unités spécifiques pour chacune et 20 architectures spécialement conçues, de nouvelles unités de bédouins pour l'Algérie et la Turquie, 100 nouvelles missions solos, le système VIZOR permettant de visionner les parties multijoueurs, un mod intégré permettant d'inclure 30 nouvelles unités, un système de championnat automatique, 4 niveaux de difficulté sélectionnables.

## Accueil
| Cossacks: European Wars |      |        |
| Média                   | Pays | Notes  |
| Computer Gaming World   | US   | 3.5/5  |
| Eurogamer               | US   | 8/10   |
| Gamekult                | FR   | 7/10   |
| GameSpot                | US   | 71 %   |
| Gen4                    | FR   | 15/20  |
| IGN                     | US   | 75 %   |
| Jeuxvideo.com           | FR   | 15/20  |
| Joystick                | FR   | 71 %   |
| PC Gamer US             | US   | 63 %   |
| Compilations de notes   |      |        |
| GameRankings            | US   | 77.2 % |
| Metacritic              | US   | 74 %   |

## Postérité
En 2002, GSC Game World lance American Conquest sur la conquête de l'Amérique avec le même mécanisme de jeu.
La suite, Cossacks II: Napoleonic Wars est sortie en avril 2005.